# Grassi vegetali

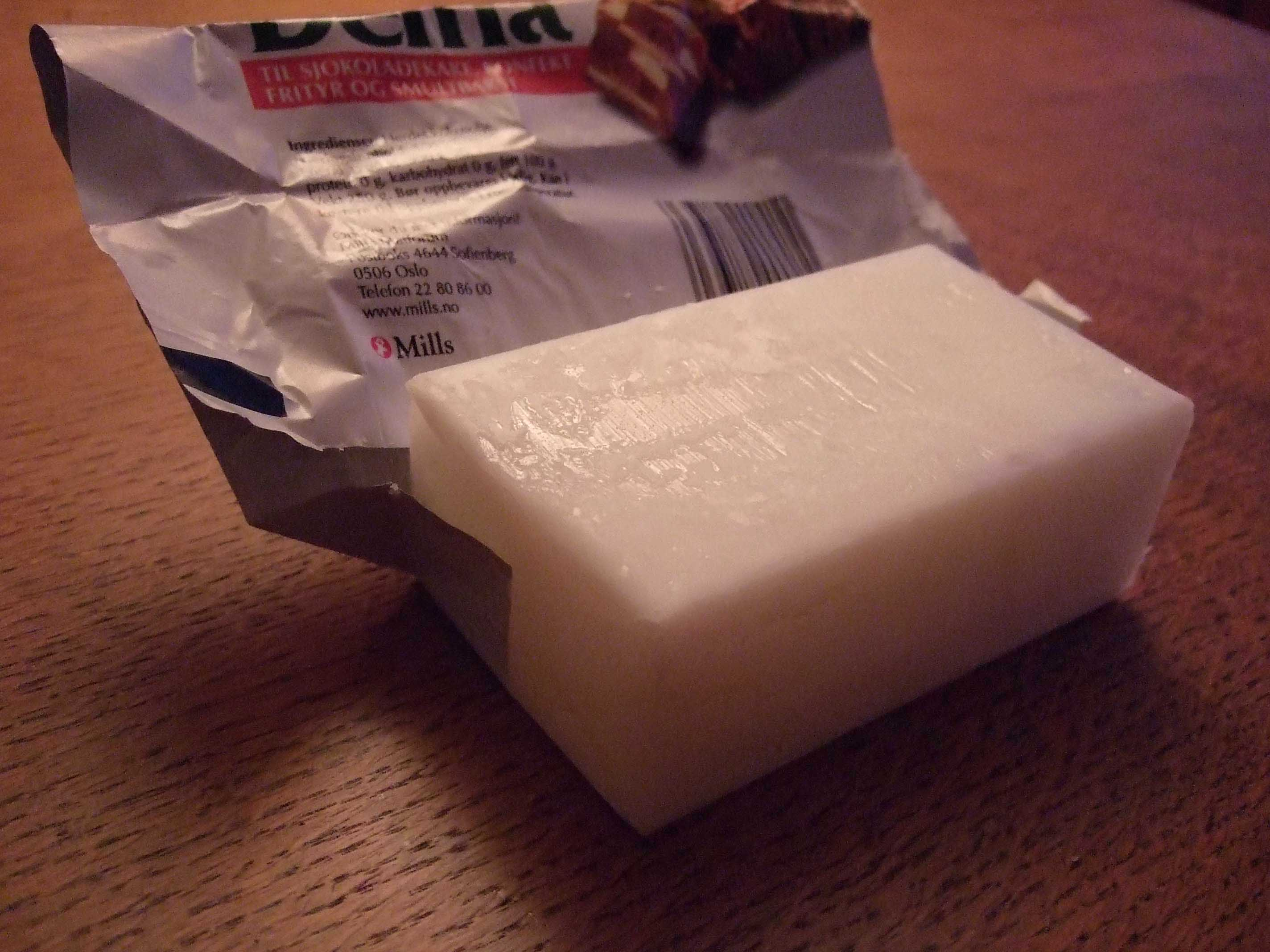
Esempio di un grasso vegetale, frazione a più alto punto di fusione dell'olio di cocco raffinato

I grassi vegetali sono prodotti composti prevalentemente da miscele omogenee o eterogenee di lipidi, derivati dai vegetali. A temperatura ambiente i grassi vegetali possono essere solidi, semisolidi o liquidi in natura. Per adattarli a specifici utilizzi dopo l'estrazione i grassi vegetali possono venir raffinati, frazionati, induriti. Di particolare interesse commerciale sono i grassi vegetali edibili o per uso alimentare. Non esiste uno standard internazionale per la classificazione e nomenclatura dei grassi vegetali per uso alimentare. In ambito soprattutto alimentare, si tende ad utilizzare il termine "grasso" o "materia grassa" per prodotti solidi o semisolidi, composti prevalentemente da gliceridi, che si differenziano dagli oli fissi e dalle cere ma non ci sono parametri chimico-fisici precisi (valori elasto-viscometrici, rapporto tra parti solide e parti liquide, ecc..) che differenzino chiaramente un grasso o un oleogel vegetale da un olio vegetale. La diversa definizione di grasso, olio o cera vegetale non è condivisa visto che in diversi ambiti sono chiamate cere prodotti composti prevalentemente da trigliceridi e oli prodotti composti da esteri di alcoli grassi. Oltre che nell'utilizzo alimentare i grassi vegetali possono essere utilizzati nella produzione chimica, dei combustibili, dei cosmetici, delle vernici, dei farmaci.

## Composizione
La composizione chimica di un grasso vegetale può variare notevolmente, dipendendo dalla pianta o dalle parti della pianta da cui deriva, dalle condizioni ambientali, di raccolta, di estrazione, produzione e trasformazione. I principali lipidi costituenti i grassi vegetali sono:
- esteri del glicerolo (principalmente trigliceridi, esteri tri-sostituenti la glicerina con acidi grassi) e esteri di alcoli diversi dal glicerolo (principalmente cere costituite da alcoli grassi esterificati con acidi grassi), che singolarmente o assieme possono rappresentare oltre il 95% del grasso vegetale,
- idrocarburi (principalmente squalene e caroteni),
- fitosteroli, fosfolipidi, tocoli, e terpeni.

Le diverse tecniche di estrazione, raffinazione e trasformazione portano a contenere o ridurre drasticamente la concentrazione di acqua e delle componenti minori. Le cere vegetali che per la loro funzione protettiva e impermeabilizzante di foglie e frutti sono il tipo di lipide più diffuso nel mondo vegetale con la raffinazione vengono normalmente separate dai trigliceridi nei grassi vegetali destinati alla alimentazione. La distribuzione percentuale di acidi grassi può essere selezionata o modificata con processi di frazionamento, winterizzazione, interesterificazione.

## Biosintesi dei lipidi vegetali
I lipidi vegetali, sono componenti essenziali con funzione strutturale, protettiva, di bioregolazione (segnali intracellulari) e di riserva energetica. Sono presenti in modesta quantità nei tessuti di foglia, fusti e radici e in elevata quantità in alcuni frutti e nei semi. In particolare, ogni 2 cm di superficie fogliare può contenere fino a 0.2 mg di lipidi (pari al 5-10% del peso secco) costituenti quasi esclusivamente le pareti cellulari mentre, il tessuto di riserva dei semi, può contenerne anche oltre il 60%. In generale, ogni cellula vegetale, essendo provvista di plastidi e reticolo endoplasmatico, è in grado di realizzare la biosintesi dei lipidi che può essere strutturata in tre fasi successive:
- Metabolismo degli acidi grassi saturi (sintesi de novo degli acidi grassi)
- Insaturazione ed elongazione delle catene carboniose
- Formazione dei gliceridi e delle cere

### Sintesi degli acidi grassi vegetali
Le piante sintetizzano una gran varietà di acidi grassi, oltre 400, sebbene solo pochi siano costituenti principali e comuni. In linea di massima, gli acidi grassi a catena lunga sono sintetizzati de novo da precursori che alla fine derivano dalla fotosintesi. Vengono utilizzati due sistemi enzimatici, acetil-CoA carbossilasi e acido grasso sintasi. L'acetil-CoA carbossilasi (ACCase) catalizza la prima fase impegnata della sintesi degli acidi grassi, la carbossilazione dell'acetil-CoA in malonil-CoA. In natura si trovano due tipi di enzimi fisicamente distinti. L'ACCase eteromerico composto da quattro subunità si trova di solito nei procarioti e l'ACCase omomerico composto da un singolo grande polipeptide si trova negli eucarioti. La maggior parte delle piante ha entrambe le forme, la forma eteromerica nei plastidi, in cui sono sintetizzati gli acidi grassi de novo, e la forma omomerica nel citosol.
I prodotti finali di questa sintesi sono di solito l'acido palmitico e l'acido stearico con quest'ultimo predominante (nella maggior parte delle piante 2-3 volte più del palmitico). Una volta che gli acidi a catena lunga sono stati prodotti, possono essere soggetti ad allungamento, desaturazione e ulteriori modifiche. A differenza dell'acetil-CoA carbossilasi e dell'acido grasso sintasi, che sono enzimi solubili, le elongasi sono legate alla membrana e situate nel reticolo endoplasmatico. Solo di recente i dettagli di tali reazioni hanno iniziato a essere chiariti a livello molecolare e genetico.

### Sintesi dei trigliceridi vegetali
Il triacilglicerolo è composto da tre gruppi di acili grassi esterificati in una spina dorsale di glicerolo nelle posizioni sn -1, sn -2 e sn -3. Nelle piante superiori, il triacilglicerolo è il componente predominante dell'olio dei semi o dei frutti delle piante oleaginose e serve principalmente come riserva di energia per sostenere la crescita della giovane piantina durante le prime fasi della germinazione. Il triacilglicerolo è anche una parte importante della nostra bioeconomia, fornendo una fonte di carbonio altamente ridotto per applicazioni sia alimentari che non alimentari, come la fornitura di una materia prima per la produzione di alternative petrolchimiche.
La biosintesi del triacilglicerolo si verifica nel reticolo endoplasmatico e comporta la modifica acilica delle catene grasse aciliche all'interno dei fosfolipidi azotati del reticolo endoplasmatico. A seconda della specie vegetale, particolari reazioni dell'assemblaggio del triacilglicerolo e della modifica acilica possono essere catalizzate da una o più forme di un enzima. Inoltre, in alcuni casi, sono state identificate varianti o varianti alleliche dello stesso isoenzima. Le goccioline di triacilglicerolo si accumulano nel lembo esterno del reticolo endoplasmatico da cui alla fine si separano per formare corpi oleosi di diametro compreso tra 0,5 e 2,5 micrometri che sono circondati da un monostrato di fosfolipide.

### Sintesi delle cere vegetali
La cuticola copre le porzioni aeree delle piante terrestri. La cera, inclusa la cera intracuticolare amorfa incorporata nel polimero cutinico e i cristalloidi di cera epicuticolare che coprono la superficie esterna della pianta, svolge un ruolo cruciale nella crescita, sviluppo adattamento all'ambiente della pianta. La cera cuticolare è composta principalmente da composti alifatici a catena lunga derivati da acidi grassi a catena molto lunga. La biosintesi della cera inizia con la sintesi di acidi grassi nel plastide, seguita dall'allungamento degli acidi grassi a catene molto lunghe (C24-C34) e dalla successiva trasformazione di questi in alcani, alcoli secondari, chetoni, alcoli primari ed esteri di cera. L'identità dei prodotti genetici coinvolti in questi processi sta iniziando a emergere. 
Gli acidi grassi a catena molto lunga (VLCFA) sono i precursori dei composti cerosi. L'allungamento degli acidi grassi è catalizzato dall'acil-CoA elongasi grassa, un complesso enzimatico legato alla membrana contenente 3-chetoacil-CoA sintasi, 3-chetoacil-CoA reduttasi, 3-idrossacil-CoA deidratasi, e trans-2, 3-enoil-CoA reduttasi. Gli acidi grassi a catena molto lunga fluiscono nei percorsi biosintetici della cera cuticolare attraverso la decarbonilazione, quindi vengono convertiti in tutti i tipi di componenti della cera.

## Caratteristiche

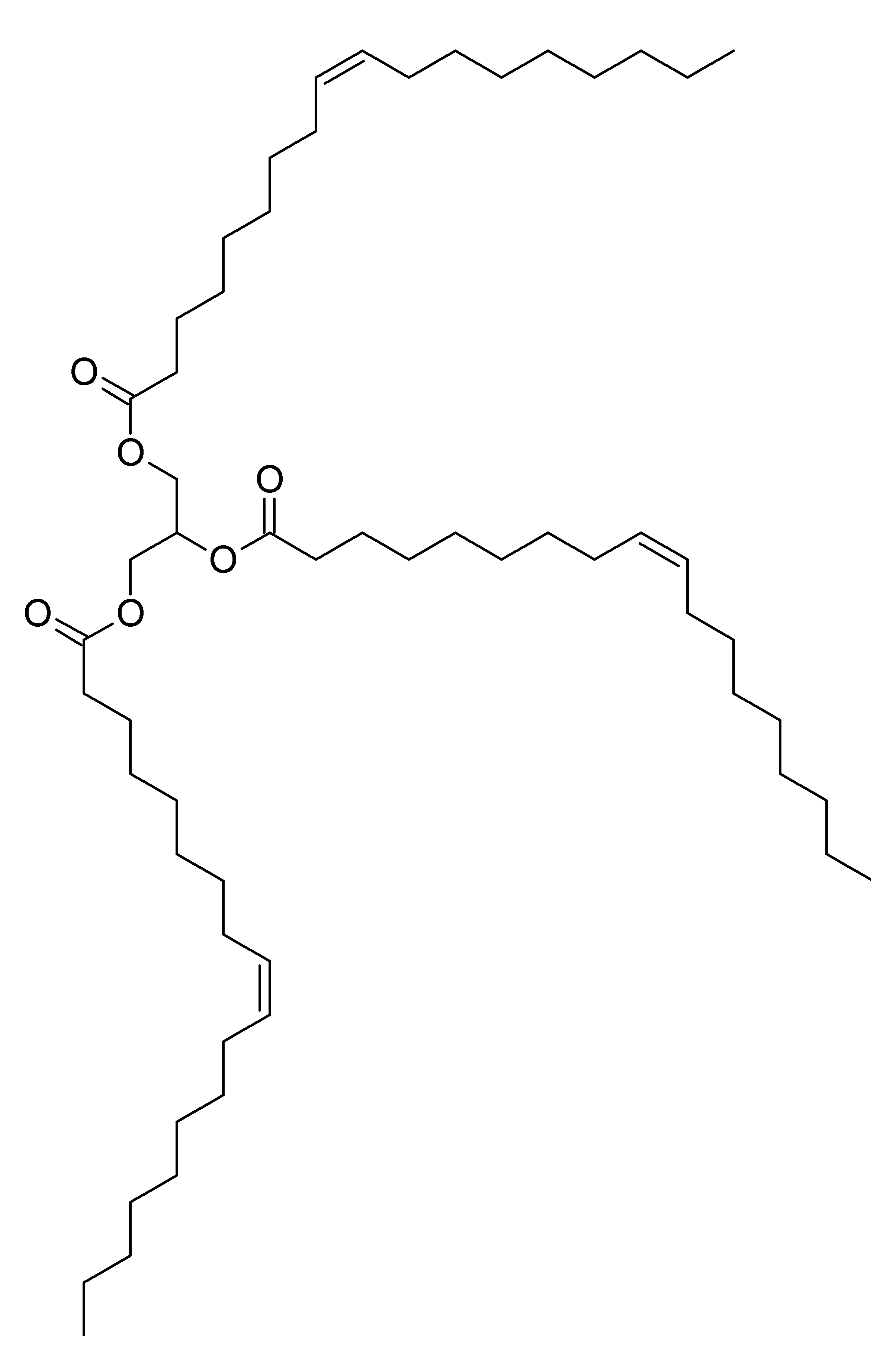
Esempio di un trigliceride con 3 doppi legami cis, la trioleina. La molecola ha forma irregolare e si impacchetta con difficoltà, rimanendo fluida a temperatura ambiente

| acido grasso     | notazione delta | punto di fusione |
| ---------------- | --------------- | ---------------- |
| acido palmitico  | 16:0            | 61,8 °C          |
| acido stearico   | 18:0            | 68,8 °C          |
| acido elaidinico | 18:1Δ9t         | 45 °C            |
| acido stearolico | 18:1Δ9a         | 45 °C            |
| acido oleico     | 18:1Δ9c         | 13,4 °C          |
| acido linoleico  | 18:2Δ9c,12c     | -8,5 °C          |

Esempio di un trigliceride saturo, la tripalmitina. La molecola ha forma regolare e si impacchetta facilmente rimanendo solida a temperatura ambiente

 Caratteristiche determinanti per l'utilizzo di uno specifico grasso vegetale sono la sua consistenza e plasticità, strettamente correlate alla temperatura di fusione ed al contenuto di grassi solidi (cristalli).
La plasticità, nei grassi, è la capacità di mantenere la sua forma che può essere plasmata o modellata applicando una leggera pressione. Il calare della consistenza del grasso con l'aumento della temperatura consente di ottenere una specifica lubrificazione o spalmabilità a specifiche condizioni.
I metodi e tecniche per misurare il punto di fusione di un grasso vegetale sono diversi e danno risultati non omogenei.
I grassi vegetali hanno un intervallo di fusione piuttosto che un punto di fusione in quanto sono una miscela di diversi lipidi. Poiché ogni lipide ha il proprio punto di fusione, le miscele che compongono i grassi presentano intervalli di rammollimento più ampi o più stretti a seconda della composizione della miscela. Alcuni grassi hanno un ampio intervallo di fusione (27–45 °C per olio di palma), mentre altri hanno un intervallo di fusione abbastanza stretto (23–26 °C per olio di cocco). Il rapporto tra contenuto liquido e contenuto solido di un grasso vegetale determina la sua consistenza.
Nell'industria oleochimica, in funzione dei potenziali utilizzi, al punto di fusione può essere preferito il punto di nebbia e/o il punto di scorrimento, entrambi strettamente correlati al contenuto di cristalli.
I principali fattori che influenzano l'intervallo di fusione di uno specifico grasso sono: il peso molecolare, i tipi di acidi grassi presenti (lunghezze di catene di acidi grassi, numero, posizione e conformazione, cis o trans, dei doppi legami nelle catene), posizione degli acidi grassi specifici rispetto al glicerolo, compatibilità dei diversi trigliceridi nella miscela e tipo di cristallizzazione. Il punto di fusione aumenta se aumenta la lunghezza della catena e/o se aumenta il grado di insaturazione. Gli acidi grassi trans hanno sempre punti di fusione più alti rispetto alle loro controparti cis per qualsiasi lunghezza della catena. Dove esiste un solo doppio legame in un grasso acido, come in C18:1, il punto di fusione è inferiore se si trova dopo un carbonio di numero dispari rispetto a un carbonio di numero pari, e anche se il doppio legame si trova vicino al centro della catena rispetto a una posizione alle due estremità. 
Anche la compatibilità di grassi miscelati da diverse fonti può essere un fattore. Ad esempio, l'intervallo di fusione di una miscela di grassi costituiti principalmente da acidi grassi con 16-18 di carbonio (ad esempio dl burro di cacao), aumenta in modo uniforme aumentando il contenuto di grassi con punto di fusione più elevato. Tuttavia, quando vengono aggiunti trigliceridi con 12-16 atomi di carbonio (ad esempio dagli oli di cocco e di palma), possono verificarsi punti eutettici relativi alla concentrazione e incompatibilità (lacune di miscibilità). In generale, per modificare la consistenza di un grasso vegetale sono in uso quattro diversi processi: invernalizzazione (o frazionamento a secco), frazionamento, interesterificazione e idrogenazione. Il frazionamento e l'invernalizzazione sono processi che non modificano le molecole dei grassi, ma separano diverse frazioni sulla base di differenti punti di fusione o solubilità. L'interesterificazione usa il fatto che gli acidi grassi possono cambiare la loro posizione all'interno della molecola di un trigliceride in determinate condizioni. Da questo, è possibile costruire nuovi trigliceridi senza cambiare la concentrazione dei diversi acidi grassi nel olio. Solo il processo di idrogenazione interferisce direttamente con la molecola di acido grasso aggiungendo due atomi di idrogeno ad ogni doppio legame. Difficilmente l'idrogenazione è totale, cioè è in grado di saturare tutti i doppi legami presenti ed il risultato è un grasso ricco di grassi saturi e/o monoinsaturi meno suscettibili all'ossidazione e con punti di fusione più elevati. Si formano però anche contaminanti derivati dal processo, in particolare acidi grassi trans.

### Cristallizzazione dei grassi vegetali
I grassi vegetali sono polimorfici e si trasformano sistematicamente attraverso una serie di successive forme cristalline senza un cambiamento nella struttura chimica.
Già nel 1849, Heintz determinò che lo stesso campione di tristearina aveva tre punti di fusione 52, 64 e 70 °C riscaldandolo a temperatura più elevata dopo la risolidificazione. Più tardi furono riportate per alcuni grassi vegetali 7 forme diverse di cristallo a seconda del riscaldamento e dei tempi di raffreddamento del campione. Raffreddando acidi grassi o trigliceridi, l'energia libera di Gibbs diminuisce riducendo l'entalpia e l'entropia, le catene di atomi di carbonio assumono strutture più dritte e rigide che sono meno co-repulsive e si impacchettano più saldamente in reticoli cristallini.
I diversi tipi di cristallo definiscono le proprietà strutturali e funzionali della maggior parte dei prodotti a base di grassi vegetali. La trasformazione polimorfica è un processo irreversibile che va dalla forma meno stabile a quella più stabile (trasformazione di fase monotropica). Tuttavia, poiché i grassi sono miscele complesse di lipidi, a una certa temperatura, possono coesistere diverse forme polimorfiche all'interno di una fase liquida. Nella cristallizzazione delle miscele di trigliceridi l'ordine di transizione a seguito di cicli di riscaldamento e raffreddamento è: α  →  β′ → Misto → β.
Grassi più omogenei, composti da relativamente pochi trigliceridi strettamente correlati, cristallizzano più rapidamente nella forma stabile β. I grassi più eterogenei, che contengono un assortimento diversificato di diversi trigliceridi si trasformano relativamente più lentamente. Ogni tipo di cristallizzazione comporta specifiche proprietà del grasso vegetale: plasticità, durezza, consistenza, solubilità, palatabilità, aerazione e altri - che sono importanti per specifici utilizzi.
I cristalli α hanno un intervallo di fusione più basso e la disposizione meno compatta delle molecole. I cristalli α si aggregano fin ad assomigliare a rosette fragili e trasparenti di circa 5 micron di diametro. Si trasformano facilmente in cristalli con temperatura di fusione più elevata e quindi si incontrano più raramente nei prodotti grassi.
I cristalli β′ sono minuscoli, delicati e aghiformi e raramente crescono fino a una lunghezza superiore a 1 micron. Possono raggrupparsi in strutture compatte, a grana fine, rigide. Il cristallo β′ tende a strutturarsi come una rete tridimensionale in grado di immobilizzare una grande quantità di fase liquida. Il β′ è il tipo cristallo desiderato per la maggior parte dei prodotti grassi solidificati perché promuove la plasticità. I cristalli β hanno una più alta temperatura di fusione e sembrano piastrine, grossolane, grandi e stabili con una disposizione compatta delle molecole.
I cristalli β hanno una lunghezza media da 25 a 50 micron e può crescere fino a oltre 100 micron nel tempo. I cristalli β tendono ad aggregarsi in strutture dalla forma di ciuffi che possono avere un diametro di 1 millimetro o più e sono generalmente responsabili del far apparire come granulosi grassi sia solidi che liquidi. Nel tempo la crescita dei ciuffi di cristalli β, può portare alla separazione della fase liquida di un grasso solido o semisolido.
A seconda di una varietà di fattori, un grasso vegetale può esistere in una sola forma cristallina o può essere un miscuglio delle diverse forme di cristalli. Gli agglomerati di forme miste di cristalli di solito sono un po' grossolani che tendono a crescere fino a circa 3-5 micron in lunghezza e a raggrupparsi in masse, che gradualmente si ingrandiscono. Le cristallizzazioni con l'aspetto di fiocchi, tipiche ad esempio nell'olio di soia, sono di solito costituite da forme miste di cristallo. La velocità con cui i grassi e gli oli si trasformano da una forma cristallina a un'altra è governata dalla facilità con cui le loro molecole componenti possono raggrupparsi.

## Grassi vegetali liquidi
I grassi vegetali liquidi a temperatura ambiente, con concentrazioni di acidi grassi saturi relativamente basse, sono di particolare interesse per l'industria alimentare, petrolchimica e cosmetica. Quelli di maggior produzione a livello mondiale sono derivati dalle colture della: soia (Glycine soja), colza (Brassica napus), girasole (Helianthus annuus), arachide (Arachis hypogaea).
Da queste specie, con tecniche di ingegneria genetica (hair-pin o RNA antisenso) o con la mutagenesi dei semi, si possono ottenere varietà da cui estrarre grassi vegetali con concentrazioni di acidi grassi saturi maggiori.

## Grassi vegetali solidi
Tra i grassi vegetali solidi o semisolidi in natura (temperatura di fusione superiore di 20 °C), molti di quelli di particolare interesse alimentare (sottolineati nella lista) sono chiamati "burri" e sono ricchi di acidi grassi saturi. Sono molte le specie vegetali da cui possono essere estratti; tra le altre:
- Elaeis guineensis (olio di palma o olio di palmisto),
- Cocos nucifera (olio di cocco),
- Theobroma cacao (burro di cacao),
- Butyrospermum parkii (burro di karité),
- Mangifera indica (burro di mango),
- Madhuca longifolia (burro di mowrah),
- Shorea stenoptera (burro di illipé),
- Shorea robusta (grasso o burro di sal)
- Theobroma grandiflorum (burro di cupuacu),
- Astrocaryum (burro di murumuru),
- Platonia Insignis (burro di bacuri),
- Adansonia (olio di baobab),
- Diploknema butyracea (chiuri ghi o burro di phulwara),
- Toxicodendron vernicifluum o Toxicodendron succedaneum (Cera giapponese),
- Garcinia indica (burro di kokum),
- Astrocaryum Tucuma (burro di tucuma),
- Madhuca motleyana (olio di katio),
- Virola sebifera o Virola surinamensis (burro di ucuuba)

Sono grassi vegetali solidi o semisolidi anche i prodotti derivati da processi di frazionamento, esterificazione intramolecolare (cambiamento nella posizione relativa degli acidi grassi nel trigliceride) o idrogenazione, in gran parte realizzati a margine della produzione di oli alimentari, chiamati nell'industria oleochimica stearine, anche quando non sono composte prevalentemente da acido stearico. Tra le altre:
| Prodotto                                       | Numero Cas |
| ---------------------------------------------- | ---------- |
| Olio di cocco, stearina                        | 93165-08-3 |
| Olio di cocco, stearina, idrogenato            | 93333-89-2 |
| Olio di mais, stearina                         | 93571-78-9 |
| Olio di semi di cotone, stearina               | 93165-13-0 |
| Olio di palmisto, stearina                     | 92129-07-2 |
| Olio di palmisto, stearina, idrogenato         | 93334-38-4 |
| Oli, palma, stearina                           | 91079-14-0 |
| Oli, palma, stearina, idrogenato               | 93334-37-3 |
| Olio di arachidi, stearina                     | 93165-61-8 |
| Olio di colza, stearina                        | 93028-68-3 |
| Olio di colza, stearina, idrogenato            | 93334-46-4 |
| Olio di cartamo, stearina                      | 93028-73-0 |
| Olio di cartamo, stearina, idrogenato          | 93028-71-8 |
| Burro di karite., stearina                     | 93348-62-0 |
| Burro di karite., stearina, idrogenato         | 93348-60-8 |
| Olio di semi di soia, stearina                 | 93028-78-5 |
| Olio di semi di soia, stearina, idrogenato     | 93028-76-3 |
| Olio di semi di girasole, stearina             | 93028-82-1 |
| Olio di semi di girasole, stearina, idrogenato | 93028-80-9 |

## Grassi vegetali per uso alimentare
Con l'esclusione di alcuni oli vergini, per rendere compatibili per l'alimentazione umana i grassi vegetali sono necessari processi di raffinazione più o meno complessi.
La differenza tra grasso alimentare e olio alimentare è semplicemente che il primo è solido o plastico a temperatura ambiente mentre il secondo è liquido.
Negli oli commercializzati per uso alimentare è normalmente richiesto che le componenti con alto punto di fusione non superino i 10 mg/kg.
Visto che prima della raffinazione possono contenere una rilevante frazione solida, con un processo di cristallizzazione frazionata, si può separare la materia prima per la produzione di un grasso alimentare, separando successivamente le cere.
Si può alzare la temperatura di fusione di un olio alimentare con processi di indurimento, che comportano la idrogenazione degli acidi grassi insaturi, o con processi di interesterificazione.
L'esterificazione diretta per sintesi di grassi è attualmente vietata in Italia nell'uso alimentare.

### Margarine vegetali
La produzione di margarine vegetali prevede l'utilizzo di grassi vegetali, solidi e liquidi, emulsionati con acqua, anziché latte come nelle formulazioni originarie. Per ottenere l'adeguata consistenza, spalmabilità e stabilità è possibile combinare in molti modi diversi i diversi grassi vegetali e modulare il processo di idrogenazione.
Le formulazioni tipiche oggi sono:
- Miscele di oli di soia idrogenato con olio di semi di soia non idrogenato.
- Olio di palma (60%), olio di palmisto (30%) e stearina di palma (10%).
- Miscele di olio di colza a basso tenore di acido erucico (idrogenato e non idrogenato) e olio di palma idrogenato o stearina di palma, ·
- Miscele di oli di semi vari (soia, cotone, colza, girasole, ecc..) idrogenati,
- Miscele di olio di palma, idrogenato e non, con olio liquido (soia, cotone, colza, girasole, ecc..),
- Stearina di palma (45%), olio di palmisto (40%) e olio liquido (15%).

Nelle nuove formulazioni di margarine senza grassi trans si privilegiano formulazioni con oli (raffinati, decolorati e deodorizzati) interesterificati anziché idrogenati.

### Oleogel
Gli oleogel sono oli naturali che vengono addensati da una fase solida, in genere meno del 10% di solidi a temperatura ambiente. Sebbene costituiti da una frazione prevalentemente liquida, hanno un carattere semi-solido. Riscaldando un grasso solido ad una temperatura leggermente inferiore di quella necessaria per una sua completa liquefazione si può produrre un determinato rapporto tra frazione solida e frazione liquida tale da realizzare una specifica viscosità.
Nel tentativo di fornire alternative ai grassi vegetali contenenti grassi trans o un alto tenore di grassi saturi, l'industria si è impegnata a modificare le proprietà fisiche degli oli alimentari per farle assomigliare a quelle dei grassi alimentari. Molti prodotti alimentari che richiedono una consistenza e una reologia specifiche possono essere realizzati con questi nuovi materiali a base di olio senza causare cambiamenti significativi alla qualità del prodotto finale. L'approccio principale per formare questi materiali è quello di incorporare specifiche sostanze (polimeri, emulsionanti, cere) nei componenti dell'olio che alterano le proprietà fisiche dell'olio in modo che la sua fluidità diminuisca e le proprietà reologiche siano simili a quelle dei grassi.

### Etichettatura alimentare dei grassi vegetali
Con l'entrata in vigore del regolamento europeo del 24 ottobre 2011, negli alimenti non sono più sufficienti le indicazioni generiche di «oli vegetali» o «grassi vegetali» ma è obbligatorio indicare la specie vegetale da cui derivano (es: grassi vegetali di palma)
I grassi raffinati di origine vegetale possono essere raggruppati nell’elenco degli ingredienti sotto la designazione «grassi vegetali», immediatamente seguita da un elenco di indicazioni dell’origine specifica vegetale ed eventualmente anche dalla dicitura «in proporzione variabile». Se raggruppati, i grassi vegetali sono inclusi nell’elenco degli ingredienti sulla base del peso complessivo dei grassi vegetali presenti.
L’espressione «totalmente o parzialmente idrogenato», a seconda dei casi, deve accompagnare l’indicazione di un grasso idrogenato.
Non viene invece introdotto l'obbligo di indicare in etichetta la presenza di grassi interesterificati.
Nell'etichetta nutrizionale, nella UE, è obbligatorio fare riferimento alla quantità di acidi grassi saturi, in uno specifico ordine, solo se viene indicata anche la quantità di acidi grassi polinsaturi, acidi grassi monoinsaturi e colesterolo.
Messaggi sull'etichetta e claim pubblicitari inerenti al contenuto di acidi grassi saturi, acidi grassi trans e colesterolo sono regolamentati sia nella UE sia negli USA

## Impatto sulla salute
Le sostanze grasse contribuiscono alla nostra buona salute e spesso danno buon gusto e sapore a ciò che mangiamo. Alcuni grassi alimentari possono contenere acidi grassi assolutamente essenziali che non possono essere sintetizzati dal corpo.
Ci sono prove convincenti, che per la loro azione emolliente, l'applicazione topica di grassi vegetali porta benefici alla pelle. I grassi vegetali possono essere i componenti principali per farmaci o coadiuvanti terapeutici per dermatiti, eczema, psoriasi ecc.
Ci sono però rischi per la salute associati al consumo alimentare di grassi vegetali che possono essere causati da:
- Quantità e composizione improprie dei lipidi consumati
- Componenti nocivi, naturalmente presenti nel grasso (es. acido erucico, acidi ciclopropenoidi, gossipol, ecc...)[53]
- Contaminanti di processo nocivi
- Contaminati nocivi trasferiti dall'ambiente e dall'imballo
- Prodotti di ossidazione lipidica
- Prodotti di polimerizzazione lipidica
- Effetti delle interazioni con altri componenti alimentari, in particolare le proteine
- Additivi nocivi

### Rischio correlato all'assunzione alimentare di acidi grassi saturi
I singoli acidi grassi saturi (in sigla SFA) hanno effetti diversi sulla concentrazione di frazioni di colesterolo lipoproteico plasmatico. Ad esempio, gli acidi laurico (C12: 0), miristico (C14: 0) e palmitico (C16: 0) aumentano il colesterolo a bassa densità mentre l'acido stearico (C18: 0) non ha alcun effetto.
Vi sono prove convincenti che:
- La sostituzione di acidi grassi saturi (C12: 0 – C16: 0) con acidi grassi polinsaturi (PUFA) riduce la concentrazione di colesterolo a bassa densità (LDL), un biomarcatore ben accettato per il rischio di malattie cardiovascolari, e il rapporto colesterolo totale / colesterolo alta densità (HDL). Un simile ma minore effetto si ottiene sostituendo questi acidi grassi saturi con acidi grassi monoinsaturi (MUFA).
- La sostituzione delle fonti alimentari di SFA (C12: 0 – C16: 0) con dei carboidrati riduce sia la concentrazione di colesterolo LDL che HDL, ma non cambia il rapporto colesterolo totale / HDL.
- La sostituzione di SFA (C12: 0 – C16: 0) con acidi grassi trans (TFA) riduce il colesterolo HDL e aumenta il rapporto colesterolo totale / HDL.

Basato sui dati di morbilità e mortalità per malattia coronarica (in sigla dall'inglese:CHD) di studi epidemiologici e studi clinici controllati (utilizzando eventi CHD e morte) è stato inoltre convenuto che:
- Esistono prove convincenti che la sostituzione di SFA con PUFA riduca il rischio di CHD.
- È probabile che la sostituzione di SFA con carboidrati raffinati non produca alcun vantaggio sul rischio di CHD e può persino aumentare il rischio di CHD e favorire lo sviluppo della sindrome metabolica.[46][56]
- Esiste una possibile relazione positiva tra l'assunzione di SFA e un aumentato rischio di diabete.
- Non vi sono prove sufficienti relative all'effetto sul rischio di CHD nella sostituzione di SFA con carboidrati integrali (non raffinati) o con MUFA; tuttavia, basandosi su linee di prova indirette, ciò potrebbe comportare un rischio ridotto di malattia coronarica.[46][56]
- Non ci sono prove sufficienti che gli SFA accentuino il rischio di alterazioni degli indici correlati alla sindrome metabolica.

Sulla base dei dati sulla morbilità e mortalità del cancro, è stato anche convenuto che:
Non ci sono prove sufficienti per stabilire una relazione tra il consumo di SFA e il cancro.
Le principali organizzazioni sanitarie sconsigliano il consumo di elevati (negli adulti sopra il 10% dell'apporto energetico totale) quantitativi di grassi saturi; tra questi si annoverano la FDA statunitense l'Organizzazione Mondiale della Sanità International College of Nutrition, Il Department of Health and Human Services statunitense, American Dietetic Association, American Heart Association, British National Health Service, e Dietitians of Canada..
L'EFSA notando che i grassi saturi sono normalmente sintetizzati nel nostro corpo, nell'adulto consiglia di assumerne il meno possibile.

### Rischio correlato ai contaminanti di processo
Gli obiettivi principali dei processi di indurimento e modifica strutturale dei grassi vegetali è la modifica delle proprietà visco-elastiche del grasso e la stabilità delle sue caratteristiche chimico-fisiche.
Gli obiettivi principali dei processi di raffinazione sono la rimozione dei componenti che compromettono la qualità sensoriale e/o la resistenza all'inrancidimento. Inoltre, una adeguata raffinazione comporta l'eliminazione di contaminanti come micotossine, ftalati, idrocarburi policiclici aromatici, diossine, ecc., che possono entrare nel grasso vegetale attraverso la contaminazione della materia prima. Oltre a questi effetti positivi, questi processi possono provocare anche alcune conseguenze indesiderate come la rimozione di composti potenzialmente benefici come tocoferoli, carotenoidi, fitosteroli o composti fenolici e la formazione di componenti indesiderati come: acidi grassi trans (in sigla dall'inglese: TFA), 3-MCPD e 2-MCPD, stigmasta-3,5-diene, oligomeri di trigliceridi, glicidil esteri degli acidi grassi,. La rimozione e la formazione di composti durante la lavorazione dipende dalle condizioni di lavorazione e dal tipo di olio. La maggioranza dei contaminanti di processo indesiderati si forma durante processi ad alta temperatura.

#### Glicidil esteri degli acidi grassi
Ci sono evidenze sufficienti che il glicidolo, composto precursore dei glicidil esteri degli acidi grassi sia genotossico e cancerogeno.
Restrizioni imposte dalle norme europee:
- Il tenore massimo di glicidil esteri degli acidi grassi espressi come glicidolo negli oli e grassi vegetali immessi sul mercato per il consumatore finale o per l'uso come ingredienti negli alimenti è di 1000 µg/kg
- Il tenore massimo di glicidil esteri degli acidi grassi espressi come glicidolo negli oli e grassi vegetali destinati alla produzione di alimenti per bambini e alimenti a base di cereali destinati ai lattanti e ai bambini nella prima infanzia è di 500 µg/kg

#### Acidi grassi trans
I dati da studi di intervento controllati mostrano che il consumo di diete contenenti TFA ha effetti avversi sui lipidi nel sangue che predicono un aumento del rischio di malattie cardio-coronariche (CHD) rispetto al consumo di diete contenenti acidi grassi cis-monoinsaturi o acidi grassi cis-polinsaturi, e che l’effetto è dose-dipendente. Studi prospettici di coorte hanno mostrato un’associazione significativa tra maggiore apporto di TFA e aumento del rischio di CHD. La coerenza delle evidenze di questi due tipi di studi ha fornito un forte supporto alla conclusione che l’assunzione di TFA ha un effetto lineare dose-dipendente che aumenta il rischio di CHD rispetto all’assunzione di altri acidi grassi nella dieta. Le prove disponibili sono insufficienti per stabilire se vi sia una differenza tra TFA industriale e ruminante consumati in quantità equivalenti sul profilo lipidico del sangue e/o il rischio di CHD. Vari studi con modelli sperimentali suggeriscono che i TFA naturalmente presenti negli alimenti derivati da ruminanti potrebbero ridurre il rischio cardiovascolare ed il rischio cancro (per l'apporto o formazione acido linoleico coniugato) ma i dati finora raccolti sono inconsistenti.
Restrizioni imposte dalle norme europee:
- Il tenore di acidi grassi trans diversi dagli acidi grassi trans naturalmente presenti nei grassi di origine animale negli alimenti destinati al consumatore finale e in quelli destinati al commercio al dettaglio ‘non supera i 2 grammi per 100 grammi di grassi’